# 여름
여름은 온대 지방의 사계절 중 하나이다. 여름철, 하계(夏季), 하절(夏節), 하기(夏期)라고도 하며, 여름날은 하일(夏日)이라고 한다.
또한 여름철의 90일 동안은 구하(九夏)라고 한다.
여름에는 일광시간 절약을 위해서 고위도의에 위치한 나라에서는 일광 절약 시간제(서머 타임제)를 실시하기도 한다.
여름이 제일 중요한 까닭은 더운 여름 날씨가 있어야 우리가 먹는 모든 곡식하고 과일, 풀하고 나무들이 잘 자라 자연 생태계의 균형을 이룰 수 있기 때문이다.

## 정의

### 기상학에 따른 구분
기상학에서는 기온 변화에 따라 계절을 구분한다. 대한민국 기상청은 여름의 시작을 9일 동안 일 평균기온이 20°C 이상 올라간 후, 다시 떨어지지 않을 때, 그 첫번째 날로 정의하며, 나흘 전부터 나흘 후까지 9일 동안의 평균 기온이 이틀 연속 유지될 때를 기준으로 한다.
이는 다음과 같이 더 세분화한다.
- 초여름 : 일평균기온이 20°C∼25°C이고 일최고기온이 25°C 이상
- 장마 : 일평균기온이 20°C∼25°C이고 일최고기온이 25°C 이상이며 강수량이 집중
- 한여름 : 일평균기온이 25°C 이상이고 일최고기온이 30°C 이상
- 늦여름 : 일평균기온이 20°C∼25°C이고 일최고기온이 25°C 이상

### 일반적인 구분
- 북반구 : 6월, 7월, 8월[9][10]
- 남반구 : 12월, 1월, 2월

### 천문학에 따른 구분
천문학에서는 하지점(또는 하지, 6월 21일 경)에서 추분점(또는 추분, 9월 22일 경)까지를 말한다.

### 절기에 따른 구분
절기로는 입하(5월 5일 경)에서 입추(8월 7일 경)까지를 말한다. (약 90일간이다. 아래에 언급된 기상학적 여름 참고)

## 다른 이름
음력 5월, 곧 여름을 달리 부르는 말로 주하(朱夏)가 있으며, 곧 여름이 되어 번창한다는 뜻의 주명(朱明)으로도 부른다. 이 밖에도 매월(梅月), 훈풍(薰風), 하오(夏五), 포월(蒲月), 중하(仲夏), 주양(朱陽), 조염(早炎), 유화(榴花), 유열(榴烈), 유빈(蕤賓), 오월(午月), 순화(鶉火), 명조(鳴蜩), 매하(梅夏), 매천(梅天), 매우(梅雨), 구월(姤月), 고월(皐月), 매자우(梅子雨), 매림(梅林), 화풍(和風)이라고도 한다.

## 나라별 현황

### 대한민국
대한민국 기상청에서는 상기에서 언급한 것처럼, 여름의 시작일을 9일간 일평균 기온의 평균값이 20°C 이상으로 올라간 후 다시 떨어지지 않은 첫날로 정의한다. 이 기준으로 전국 6개 지점 (강릉, 대구, 목포, 부산, 서울, 인천) 과 서울의 30년 단위, 10년 단위 평균 여름 시작일과 종료일, 그리고 길이 (기간) 를 보면, 다음과 같다.
- 전국 6개 지점 (강릉, 대구, 목포, 부산, 서울, 인천)의 30년 단위 여름 시작일, 종료일, 길이 (기간)

| 순번 | 연도            | 시작일 ~ 종료일     | 기간  | 비율  |
| ---- | --------------- | ------------------- | ----- | ----- |
| 1    | 1912년 ~ 1940년 | 6월 11일 ~ 9월 16일 | 98일  | 26.8% |
| 2    | 1921년 ~ 1950년 | 6월 11일 ~ 9월 17일 | 99일  | 27.1% |
| 3    | 1931년 ~ 1960년 | 6월 12일 ~ 9월 19일 | 100일 | 27.4% |
| 4    | 1941년 ~ 1970년 | 6월 12일 ~ 9월 20일 | 101일 | 27.7% |
| 5    | 1951년 ~ 1980년 | 6월 10일 ~ 9월 21일 | 104일 | 28.5% |
| 6    | 1961년 ~ 1990년 | 6월 7일 ~ 9월 21일  | 107일 | 29.3% |
| 7    | 1971년 ~ 2000년 | 6월 4일 ~ 9월 22일  | 111일 | 30.4% |
| 8    | 1981년 ~ 2010년 | 6월 2일 ~ 9월 23일  | 114일 | 31.2% |
| 9    | 1991년 ~ 2020년 | 5월 31일 ~ 9월 25일 | 118일 | 32.3% |

- 서울의 30년 단위 여름 시작일, 종료일, 길이 (기간)

| 순번 | 연도            | 시작일 ~ 종료일     | 기간  | 비율  |
| ---- | --------------- | ------------------- | ----- | ----- |
| 1    | 1911년 ~ 1940년 | 6월 9일 ~ 9월 14일  | 98일  | 26.8% |
| 2    | 1921년 ~ 1950년 | 6월 9일 ~ 9월 15일  | 99일  | 27.1% |
| 3    | 1931년 ~ 1960년 | 6월 11일 ~ 9월 16일 | 98일  | 26.8% |
| 4    | 1941년 ~ 1970년 | 6월 10일 ~ 9월 18일 | 101일 | 27.7% |
| 5    | 1951년 ~ 1980년 | 6월 9일 ~ 9월 18일  | 102일 | 27.9% |
| 6    | 1961년 ~ 1990년 | 6월 5일 ~ 9월 19일  | 107일 | 29.3% |
| 7    | 1971년 ~ 2000년 | 6월 2일 ~ 9월 20일  | 111일 | 30.4% |
| 8    | 1981년 ~ 2010년 | 5월 30일 ~ 9월 22일 | 116일 | 31.8% |
| 9    | 1991년 ~ 2020년 | 5월 27일 ~ 9월 24일 | 121일 | 33.2% |

- 전국 6개 지점 (강릉, 대구, 목포, 부산, 서울, 인천)의 10년 단위 여름 시작일, 종료일, 길이 (기간)

| 순번 | 연도            | 시작일 ~ 종료일     | 기간  | 비율  |
| ---- | --------------- | ------------------- | ----- | ----- |
| 1    | 1912년 ~ 1920년 | 6월 13일 ~ 9월 16일 | 96일  | 26.3% |
| 2    | 1921년 ~ 1930년 | 6월 10일 ~ 9월 17일 | 100일 | 27.4% |
| 3    | 1931년 ~ 1940년 | 6월 11일 ~ 9월 16일 | 98일  | 26.8% |
| 4    | 1941년 ~ 1950년 | 6월 12일 ~ 9월 20일 | 101일 | 27.7% |
| 5    | 1951년 ~ 1960년 | 6월 13일 ~ 9월 21일 | 101일 | 27.7% |
| 6    | 1961년 ~ 1970년 | 6월 11일 ~ 9월 21일 | 103일 | 28.2% |
| 7    | 1971년 ~ 1980년 | 6월 7일 ~ 9월 20일  | 106일 | 29.0% |
| 8    | 1981년 ~ 1990년 | 6월 2일 ~ 9월 22일  | 113일 | 31.0% |
| 9    | 1991년 ~ 2000년 | 6월 3일 ~ 9월 23일  | 113일 | 31.0% |
| 10   | 2001년 ~ 2010년 | 5월 31일 ~ 9월 25일 | 118일 | 32.3% |
| 11   | 2011년 ~ 2020년 | 5월 25일 ~ 9월 28일 | 127일 | 34.8% |

- 서울의 10년 단위 여름 시작일, 종료일, 길이 (기간)

| 순번 | 연도            | 시작일 ~ 종료일     | 기간  | 비율  |
| ---- | --------------- | ------------------- | ----- | ----- |
| 1    | 1911년 ~ 1920년 | 6월 10일 ~ 9월 11일 | 94일  | 25.8% |
| 2    | 1921년 ~ 1930년 | 6월 7일 ~ 9월 15일  | 101일 | 27.7% |
| 3    | 1931년 ~ 1940년 | 6월 11일 ~ 9월 14일 | 96일  | 26.3% |
| 4    | 1941년 ~ 1950년 | 6월 10일 ~ 9월 18일 | 101일 | 27.7% |
| 5    | 1951년 ~ 1960년 | 6월 11일 ~ 9월 19일 | 101일 | 27.7% |
| 6    | 1961년 ~ 1970년 | 6월 9일 ~ 9월 19일  | 103일 | 28.2% |
| 7    | 1971년 ~ 1980년 | 6월 5일 ~ 9월 18일  | 106일 | 29.0% |
| 8    | 1981년 ~ 1990년 | 6월 1일 ~ 9월 20일  | 112일 | 30.7% |
| 9    | 1991년 ~ 2000년 | 6월 1일 ~ 9월 21일  | 113일 | 31.0% |
| 10   | 2001년 ~ 2010년 | 5월 27일 ~ 9월 24일 | 121일 | 33.2% |
| 11   | 2011년 ~ 2020년 | 5월 24일 ~ 9월 28일 | 128일 | 35.1% |

## 사진

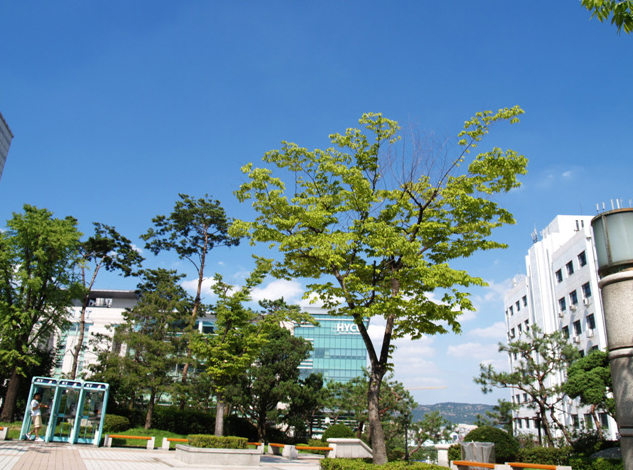
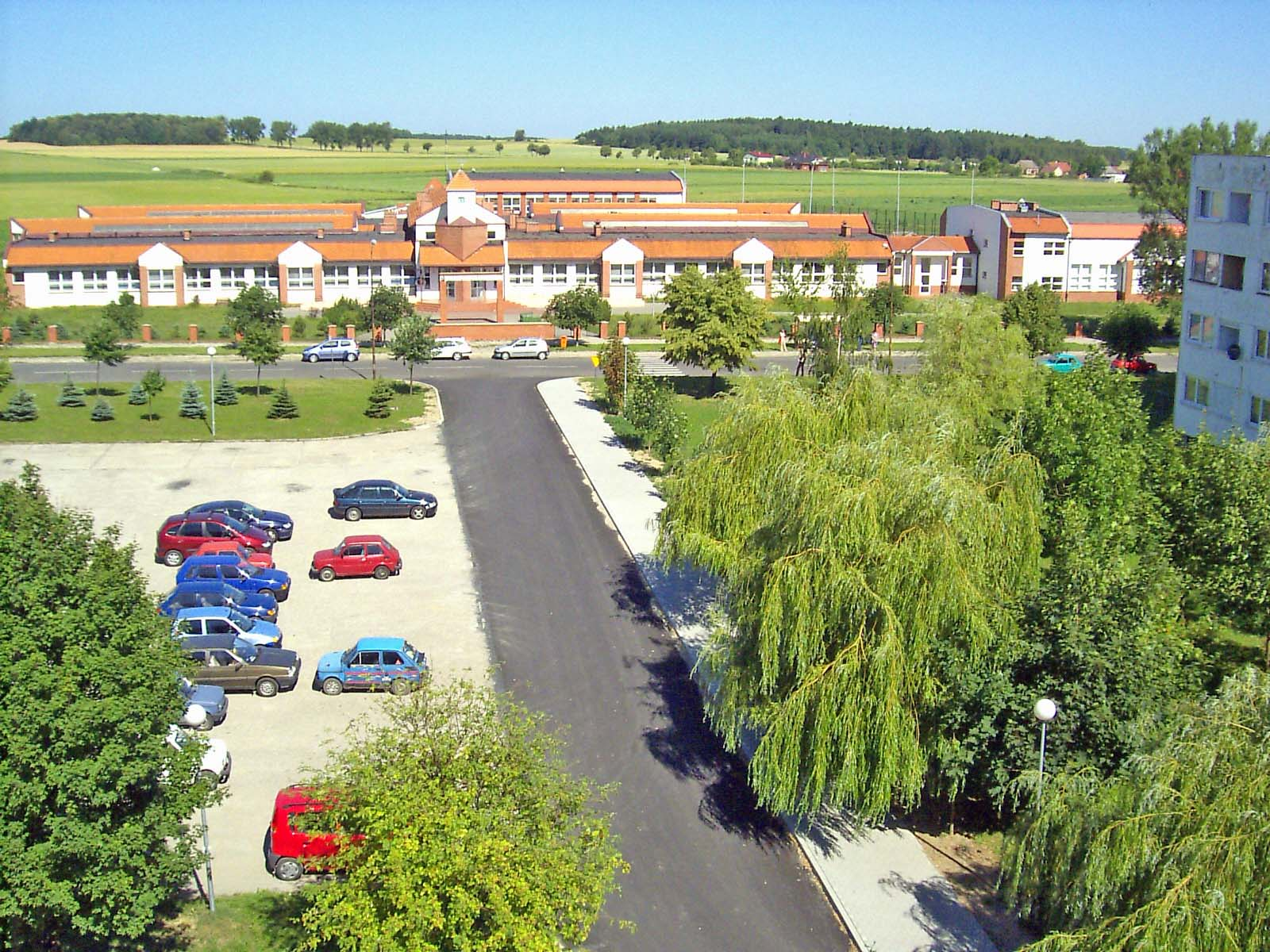
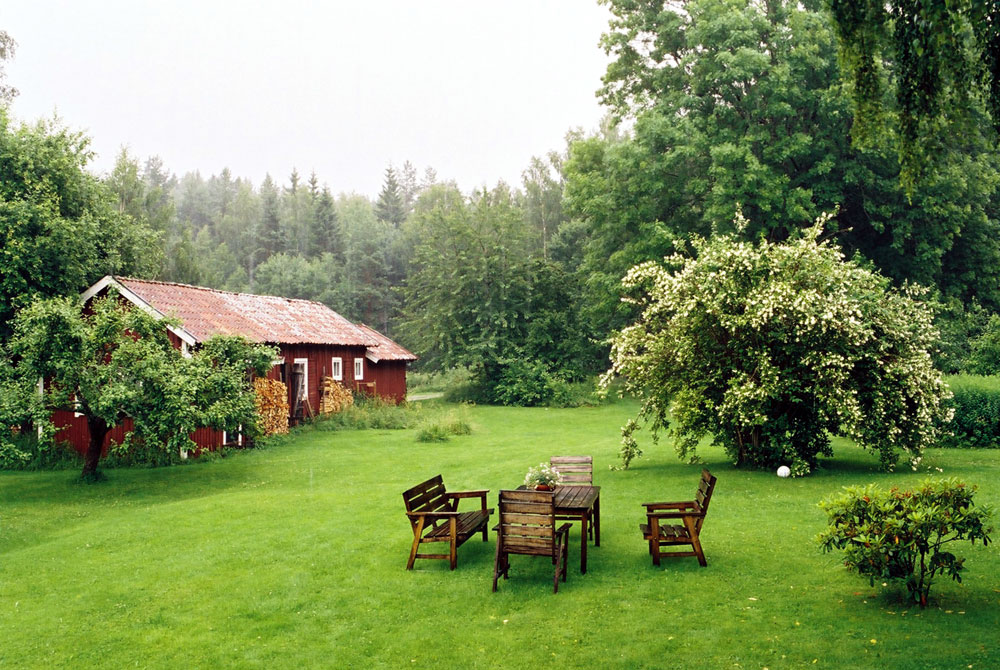
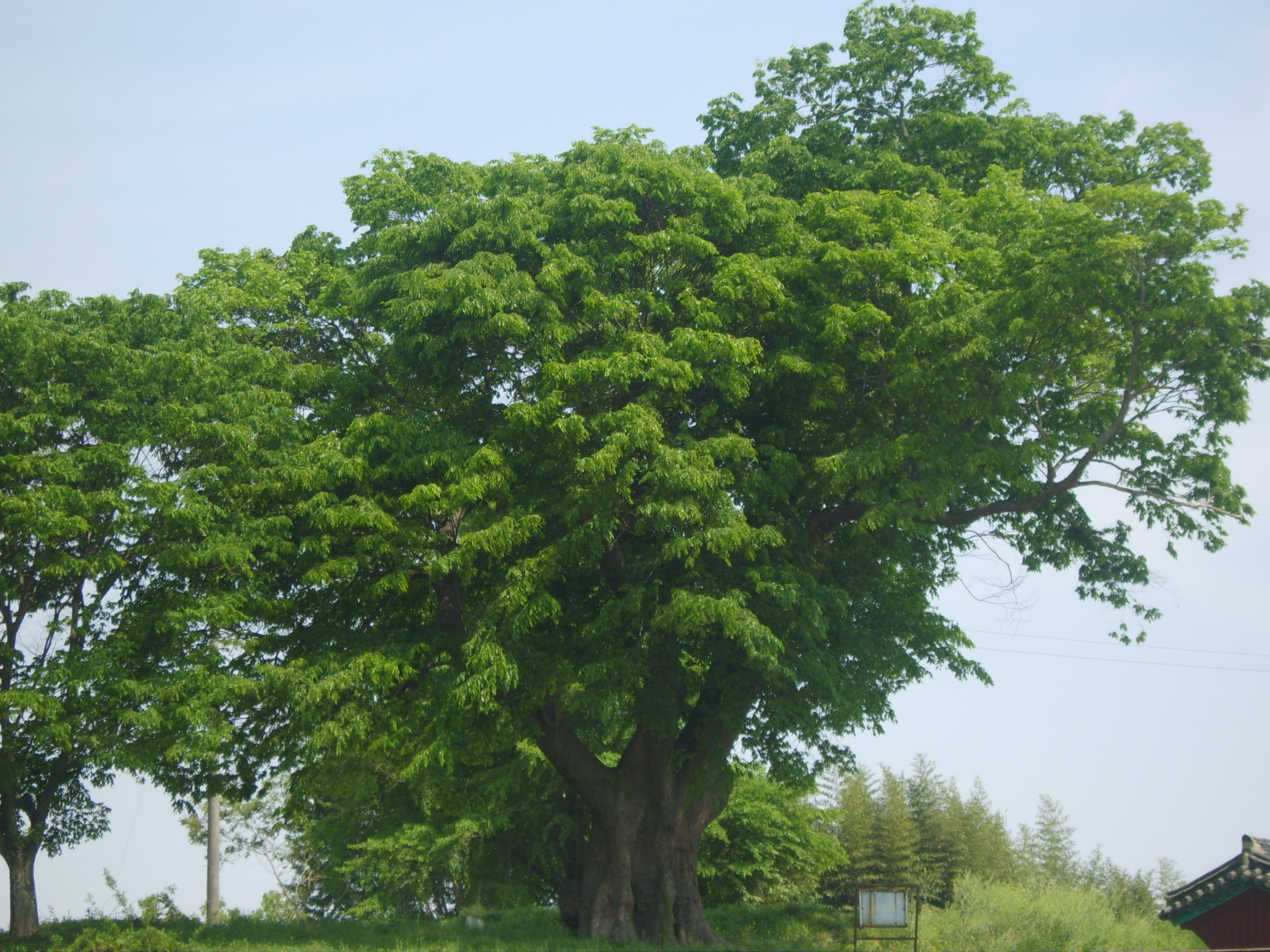
나무
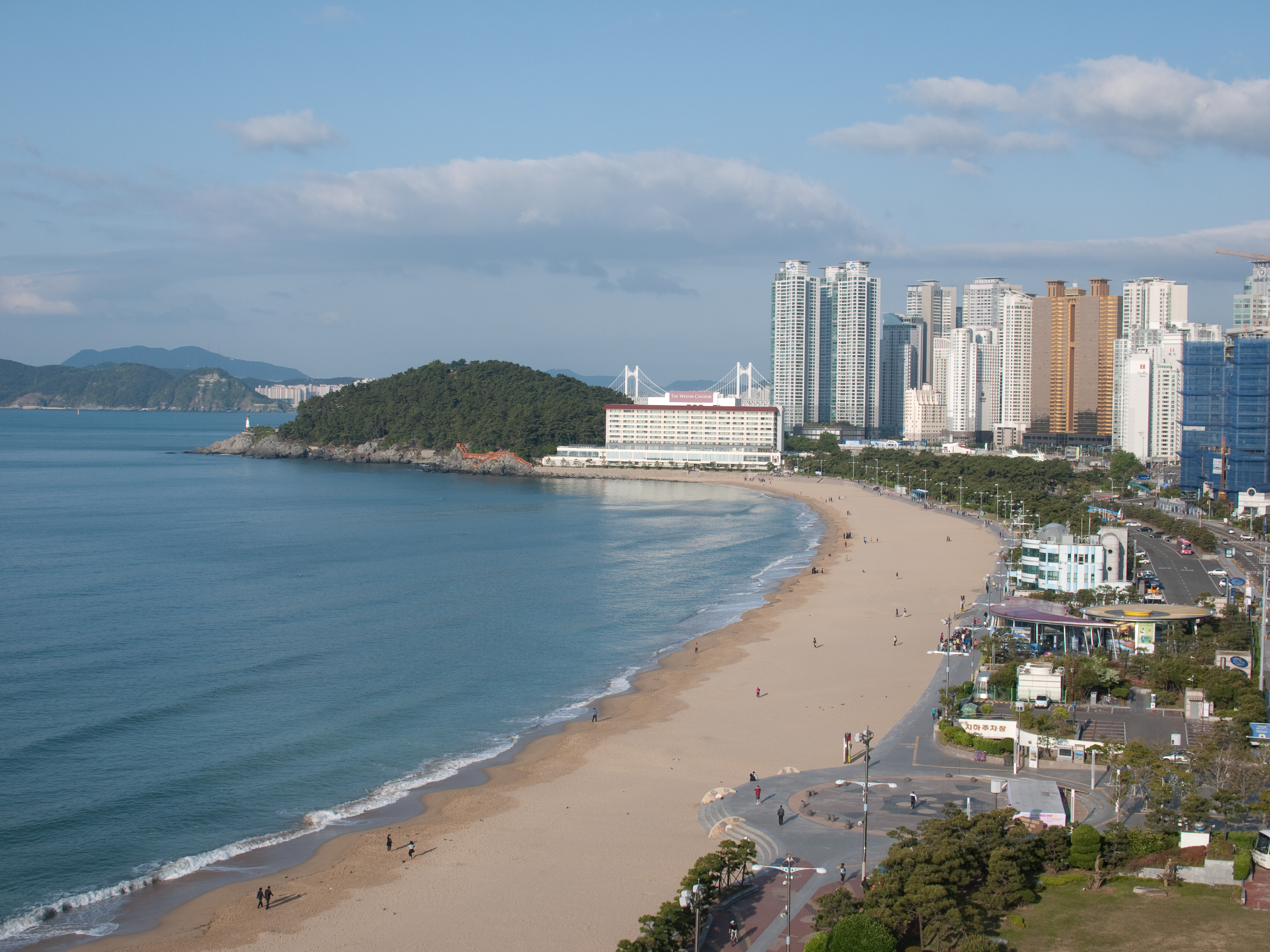
해수욕장

## 같이 보기
- 하지
- 하지제
- 여름 방학
- 하계 올림픽